# Ordo Rosarius Equilibrio
Ordo Rosarius Equilibrio – szwedzki zespół muzyczny, powstał w maju 1993 roku. Założył go Tomas Pettersson, po zakończeniu działalności zespołu Archon Satani. Wkrótce do zespołu dołączyła Chelsea Krook.
Tworzą monotonne, posępne brzmienia, często dopełniane akustycznym brzmieniem instrumentów (gitara, bębny) oraz wokalem. Zespół przyjął nazwę Ordo Equilibrio.
Przed nagraniem czwartego albumu zespół opuściła Chelsea. Jej miejsce zajęła Rose-Marie Larsen. Od tego momentu zespół nosi nazwę: Ordo Rosarius Equilibrio.

## Dyskografia
| rok        | tytuł                                                                                      | format | producent          |
| ---------- | ------------------------------------------------------------------------------------------ | ------ | ------------------ |
| 1995       | Reaping the Fallen, The First Harvest                                                      | LP     | Cold Meat Industry |
| 1997       | I4I                                                                                        | EP     | Cold Meat Industry |
| 1997       | The Triumph of Light.... and Thy Thirteen Shadows                                          | LP     | Cold Meat Industry |
| 1998       | Conquest, Love & Self Perseverance                                                         | LP     | Cold Meat Industry |
| 2001       | Make Love, And War; The Wedlock of Roses, And Equilibrium                                  | LP     | Cold Meat Industry |
| 2003       | Cocktails, Carnage, Crucifixion And Pornography                                            | LP     | Cold Meat Industry |
| 2005       | Satyriasis – Somewhere between equilibrium and nihilism (split z zespołem Spiritual Front) | LP     | Cold Meat Industry |
| 2006-09-04 | Apocalips                                                                                  | LP     | Cold Meat Industry |
| 2007       | Four                                                                                       | EP     | Raubbau            |
| 2009       | O N A N I – [Practice Makes Perfect]                                                       | LP     | Cold Meat Industry |
| 2010       | Do Angels Never Cry, And Heaven Never Fall?                                                | LP     | Out Of Line        |
| 2010       | Songs 4 Hate & Devotion                                                                    | LP     | Out Of Line        |